# Dolmen des Riens
Le dolmen des Riens, appelé aussi dolmen de Saint-Pierre, est un dolmen situé à Mons, dans le département du Var en France.

## Protection
L'édifice est inscrit au titre des monuments historiques en 1988.

## Description
Le dolmen est situé à 831 m d'altitude. Il a fait l'objet d'une restauration menée par Hélène Barge en 1990. Le tumulus, constitué de pierrailles, de forme ronde, mesure 10 m de diamètre. 
C'est un petit dolmen de forme rectangulaire construit en calcaire local délimité par cinq orthostates complétés par des murettes en pierres sèches. La chambre funéraire mesure 2 m de long sur 1,50 m de large. La dalle de chevet mesure 2,30 m de longueur pour 1,70 m de hauteur. La chambre se prolonge par un couloir de 2,30 m de long sur 1 m de large. L'entrée de la chambre est délimitée par deux piliers qui ont fait l'objet d'un bouchardage lui donnant une forme ovale en ogive, caractéristique unique dans le département du Var. Tout aussi rare dans le Var, la table de couverture est encore visible. Elle est brisée en deux morceaux et repose à peu de distance sur le tumulus.

## Fouille archéologique
L'édifice fut fouillé par le comte Edmond de Pas en 1910 et par Gérard Sauzade en 1972,. Si le mobilier funéraire recueilli par E. de Pas est désormais perdu, celui retrouvé par G. Sauzade est conservé à Vaison-la-Romaine. Il se compose de pendeloques en canine de renard et de loup, de perles discoïdes (calcaire,roche verte, stéatite) et d'un anneau en métal. 
L'ensemble a été daté du Campaniforme et de l'âge du bronze.